# Lijst van voetbalinterlands Aruba - Guyana
Deze lijst van voetbalinterlands is een overzicht van alle officiële voetbalwedstrijden tussen de nationale teams van Aruba en Guyana. De landen speelden tot op heden drie keer tegen elkaar. De eerste ontmoeting, een kwalificatiewedstrijd voor de Caribbean Cup 1992, werd gespeeld op 12 april 1992 in Paramaribo (Suriname). Het laatste duel, een groepswedstrijd tijdens de CONCACAF Nations League 2019/20, vond plaats op 15 november 2019 in Leonora.

## Wedstrijden
| № | Plaats     | Datum            | Competitie                      | Wedstrijd      | Uitslag |
| - | ---------- | ---------------- | ------------------------------- | -------------- | ------- |
| 1 | Paramaribo | 12 april 1992    | Caribbean Cup 1992 kwalificatie | Aruba – Guyana | 0 – 3   |
| 2 | Willemstad | 7 september 2019 | CONCACAF Nations League 2019/20 | Aruba − Guyana | 0 − 1   |
| 3 | Leonora    | 15 november 2019 | CONCACAF Nations League 2019/20 | Guyana − Aruba | 4 − 2   |

## Samenvatting
| Competitie                 | Totaal gespeeld | Winst Aruba | Gelijk | Winst Guyana | Doelsaldo Aruba – Guyana |
| -------------------------- | --------------- | ----------- | ------ | ------------ | ------------------------ |
| CONCACAF Nations League    | 2               | 0           | 0      | 2            | 2 − 5                    |
| Caribbean Cup-kwalificatie | 1               | 0           | 0      | 1            | 0 − 3                    |
| Totaal                     | 3               | 0           | 0      | 3            | 2 − 8                    |

Wedstrijden bepaald door strafschoppen worden, in lijn met de FIFA, als een gelijkspel gerekend.
AVB · A-internationals · Arubaans vrouwenelftal · Olympisch elftal
Amerikaanse Maagdeneilanden ·
Antigua en Barbuda ·
Barbados ·
Bermuda ·
Britse Maagdeneilanden ·
Canada ·
Costa Rica ·
Cuba ·
Curaçao ·
Dominica ·
Dominicaanse Republiek ·
El Salvador ·
Grenada ·
Guam ·
Guyana ·
Haïti ·
Jamaica ·
Kaaimaneilanden ·
Montserrat ·
Nederlandse Antillen ·
Panama ·
Puerto Rico ·
Saint Kitts en Nevis ·
Saint Lucia ·
Saint Vincent en de Grenadines ·
Suriname ·
Turks- en Caicoseilanden ·
Venezuela
GFF · A-internationals · Olympisch elftal · Guyaans vrouwenelftal
Amerikaanse Maagdeneilanden ·
Anguilla ·
Antigua en Barbuda ·
Aruba ·
Bahama's ·
Barbados ·
Belize ·
Bermuda ·
Bolivia ·
Cambodja ·
Costa Rica ·
Cuba ·
Dominica ·
Dominicaanse Republiek ·
El Salvador ·
Ethiopië · 
Grenada ·
Guatemala ·
Haïti ·
India ·
Indonesië ·
Jamaica ·
Kaaimaneilanden ·
Kaapverdië ·
Mexico ·
Montserrat ·
Nederlandse Antillen ·
Panama ·
Puerto Rico ·
Saint Kitts en Nevis ·
Saint Lucia ·
Saint Vincent en de Grenadines ·
Suriname ·
Trinidad en Tobago ·
Turks- en Caicoseilanden ·
Verenigde Staten